# Jean-Guillaume de Lisle
Pour les autres membres de la famille, voir Famille de Lisle.
Jean-Guillaume de Lisle de La Cailleterie est un notaire et officier québécois né vers 1757 à New York et mort le 4 juillet 1819 à Montréal.

## Biographie
Jean-Guillaume de Lisle est le fils de Jean de Lisle et d’Ann Denton. Il accompagne son père à Montréal et est l'un des seize premiers élèves de l'école d'enseignement secondaire nouvellement fondée par Jean-Baptiste Curatteau, qui deviendra le collège Saint-Raphaël.
Après avoir travaillé auprès de son père notaire, il s'associe au marchand montréalais Maurice-Régis Blondeau en 1785 pour garantir un des voyages de traite de Jean-Baptiste Cadot à Sault-Sainte-Marie (Ontario).
En 1787, il succède à son père dans la charge de notaire pour le district de Montréal. Son habilitation est accru en 1792, une nouvelle commission l'habilitant pour toute la province.
Il devient greffier de la fabrique de Notre-Dame de Montréal en 1788.
En 1790, il est l'un des cofondateurs du Théâtre de société de Montréal, puis, la même année, il est constitué maître des Frères du Canada (dont il avait été maître de la loge montréalaise deux ans auparavant).
Il devient président de la Société du feu de Montréal en 1797.
Capitaine du 2e bataillon de milice de la ville de Montréal, il prend part à la guerre de 1812. Il est promu major, puis lieutenant-colonel.

## Sources
- François Daniel, « Nos gloires nationales ; ou histoire des principales familles du Canada » (1867)
- J. E. Hare, « Le Théâtre de société à Montréal, 1789–1791 » (1977–1978)
- « Le livre de M. Delisle » (1906)
- É.-Z. Massicotte, « La famille de Jean De Lisle de la Cailleterie » (1919)
- « Les Frères du Canada » (1917)
- « Jean De Lisle et Jean-Guillaume De Lisle » (1919)